# 闽政通
闽政通是由福建省经济信息中心开发的政务服务APP，提供了一些与福建省相关及适用于该地区的政务内容，后由于COVID-19爆发后增设了八闽健康码（含境外入闽健康码）功能后而逐渐被福建当地人及途經或进入福建省的人士熟知。